# Cổ vật

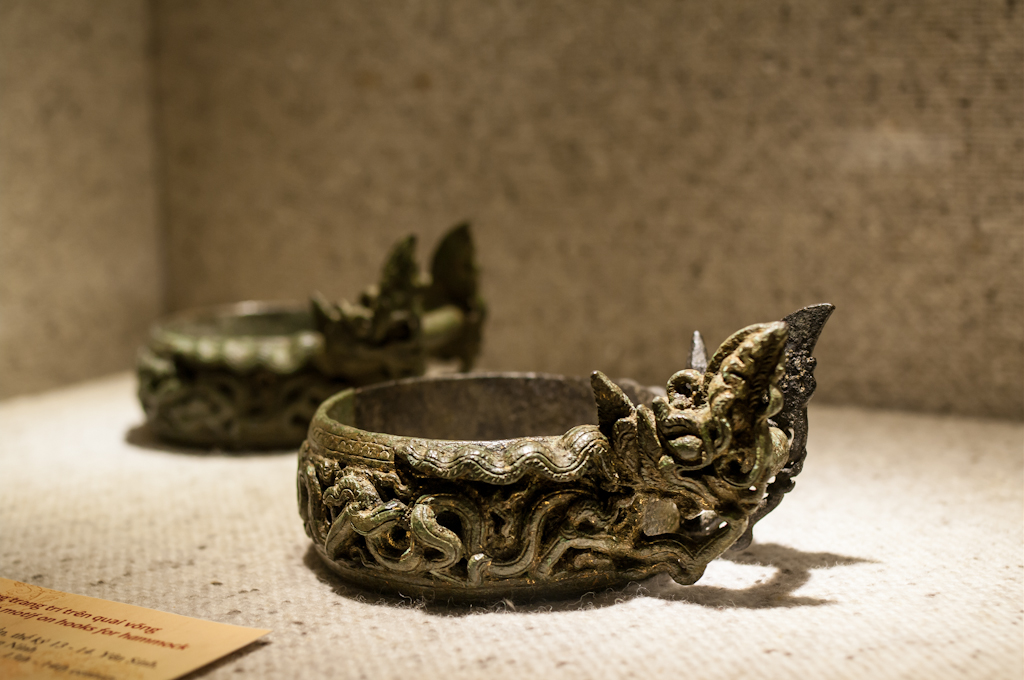
Những cổ vật của Việt Nam được trưng bày ở bảo tàng

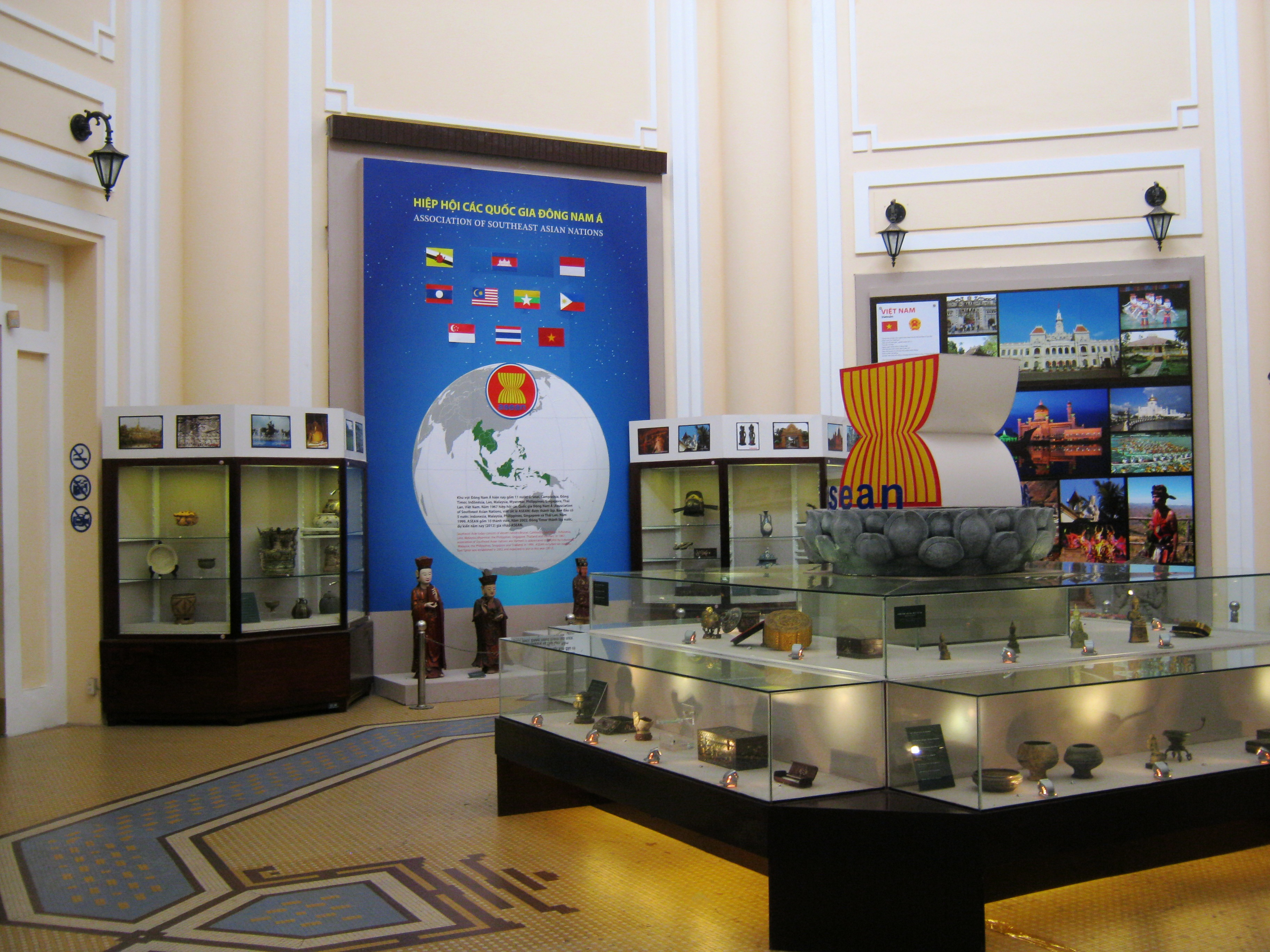
Phòng Cổ vật một số nước Đông Nam Á trong Bảo tàng Lịch sử Việt Nam (Thành phố Hồ Chí Minh)

Cổ vật (Antiquities) là đồ vật hoặc đồ tạo tác còn sót lại từ các nền văn hóa cổ đại, đây là những đồ vật có từ thời cổ đại có từ hàng nghìn, hàng triệu năm qua. Các đồ tạo tác từ các thời kỳ trước đó như thời kỳ đồ đá mới và các nền văn minh khác từ châu Á và các nơi khác cũng có thể được coi là cổ vật. Những cổ vật là đồ tạo tác cổ đại được xem như báu vật, thần khí, pháp khí được ghi nhận ở các nền văn hóa Trung Quốc qua những món đồ nghi lễ làm bằng đồng có niên đại lên đến từ ba đến hai nghìn năm tuổi. Cổ vật cũng được ghi nhận trong các nền văn minh của Địa Trung Hải vào thời cổ đại cổ điển của Hy Lạp và La Mã, Ai Cập cổ đại và các nền văn hóa Cận Đông cổ đại khác cũng như các nền văn hóa Tiền Colombia ở Mesoamerica, nơi đặc biệt là các đồ tạo tác của nền văn minh Olmec sớm nhất được tìm thấy ở các địa điểm quan trọng của các nền văn hóa sau này cho đến Cuộc chinh phục của người Tây Ban Nha.
Một số cách nhìn nhận về "Bộ Cổ vật" bao gồm các tạo tác có từ buổi bình minh của nền văn minh đến thời kỳ đen tối, trải dài từ Tây Âu đến Biển Caspi, bao trùm các nền văn hóa của Ai Cập, Hy Lạp, La Mã và Cận Đông trong khi Bonhams sử dụng một định nghĩa tương tự là khoảng từ 4000 TCN đến thế kỷ 12 TCN. Về mặt địa lý, chúng có nguồn gốc từ Ai Cập, Cận Đông và Châu Âu còn ngày giới hạn chính thức sau cung để xem là một cổ vật thường muộn hơn sử dụng thuật ngữ này cho tất cả các giai đoạn lịch sử ở Jordan, đó là năm 1750 Những thuật ngữ như thế này đã không còn được sử dụng nhiều trong các cuộc thảo luận học thuật chính thức, vì sự không chính xác. Tuy nhiên, một nỗ lực gần đây để tiêu chuẩn hóa về cách xác định là cổ vật đã đã được đặt ra
Hầu hết, nhưng không phải tất cả, thì những cổ vật đã được khảo cổ học khai quật và tìm thấy chúng. Có rất ít hoặc không có sự trùng lặp về khái niệm với thuật ngữ đồ cổ, bao gồm các đồ vật, thường không được phát hiện do kết quả khảo cổ học, và những đồ cổ thì chúng có tuổi đời nhiều nhất là khoảng ba trăm năm tuổi và thường ít hơn nhiều. Ý thức về cổ vật gợi ý tưởng rằng một nền văn minh có thể được phục hồi bằng cách khám phá một cách có hệ thống di tích, tàn tích, phế tích ở các di chỉ để giúp con người khám phá, vén màn bí mật về cả một nền văn minh văn hóa đã tồn tại từ lâu trong lịch sử; rồi vấn đề văn hóa vật chất được phản ánh tại Cổ vật của người Do Thái đã bị thất lạc trong Thời Trung cổ, khi các đồ vật cổ được thu thập cùng với các vật khác, độ hiếm hoặc kỳ lạ của vật liệu của chúng hoặc đơn giản là vì chúng được cho là được ban cho sức mạnh ma thuật hoặc phép nhiệm màu. 